# Blanche de Namur
Pour la boisson, voir Blanche de Namur (bière).
Titres
Reine consort de Suède
20 juin 1359 – 1363
Reine consort de Suède
fin octobre ou début novembre 1335 – 20 juin 1359
Reine consort de Norvège
fin octobre ou début novembre 1335 – 18 novembre 1343
Blanche de Namur, née vers 1320, peut-être à Namur (Comté de Namur), et décédée en 1363 à Stockholm (Suède) fut reine consort de Suède de 1335 à 1364 et reine consort de Norvège de 1335 à 1343.

## Biographie

### Origines et lieu de naissance
Blanche de Namur, née aux alentours de 1320, tire son nom de la région dont son père était le comte, le comté de Namur. Fille aînée de Jean Ier de Namur et Marie d'Artois, elle passa son enfance au château de Wynendaele, résidence de la famille comtale de Flandre, où elle reçut une éducation royale, tout comme sa mère, parente du roi de France. Cependant, le lieu précis de sa naissance reste un sujet d'incertitude et de débat parmi les historiens.
Certains récits traditionnels suggèrent qu'elle est née à Namur, tandis que d'autres avancent la possibilité qu'elle ait vu le jour au château de Wynendaele, résidence des comtes de Flandres. C'est en effet à cet endroit qu'elle a passé son enfance et ses premières années de jeunesse, situé non loin de Bruges.

### Mariage et départ pour la Scandinavie
On raconte que Magnus IV Eriksson, roi de Suède et de Norvège, fut séduit par la beauté de la jeune comtesse, alors qu'il faisait route pour la France en quête d'une prestigieuse épouse. La comtesse s'embarqua pour la Scandinavie en août 1335 et ne revint jamais sur les terres de son père.
Le 24 juin 1336, à Stockholm, Blanche était couronnée reine de Norvège, de Suède et de Scanie. L'année suivante, elle donna naissance à un fils : Erik. Deux ans plus tard, nait un deuxième fils, Håkon.
Le règne des deux époux, influencé par sainte Brigitte, fut assez mouvementé par la mauvaise gestion économique et militaire du royaume. Éric XII de Suède détrôna son père en 1357, ce qui déclenche une guerre contre le Danemark. Le Danemark envahit alors la Scanie pour rétablir Magnus IV sur le trône de Suède. Le conflit est sur le point de s'envenimer lorsque Erik meurt dans des circonstances mystérieuses (vraisemblablement la peste noire, même si une légende noire attribue sa mort à un empoisement par Blanche). Magnus Eriksson est alors rétabli sur le trône.
Blanche développa son goût pour l'art, invitant à sa cour poètes et artistes.
Elle est toujours très populaire en Suède, où on lui accorde l'introduction de la culture française. Une célèbre berceuse suédoise «Rida, rida ranka » lui est dédiée.
Elle mourut en 1363, veillée par son second fils, Håkon, roi de Norvège et co-roi de Suède.

## Sources
- (sv) Cet article est partiellement ou en totalité issu de l’article de Wikipédia en suédois intitulé « Blanka av Namur » (voir la liste des auteurs).

- (en) Henric Bagerius et Christine Ekholst, « The Unruly Queen: Blanche of Namur and Dysfunctional Rulership in Medieval Sweden », dans Zita Eva Rohr, Lisa Benz, Queenship, Gender, and Reputation in the Medieval and Early Modern West, 1060-1600, Palgrave Macmillan, 2016 (ISBN 978-3-319-31282-8, DOI https://doi-org/10.1007/978-3-319-31283-5_5), p. 99-118.